# Moviment del Karabakh

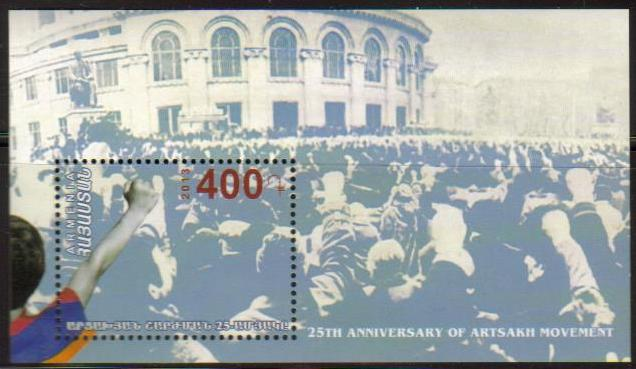
Segell postal dedicat al 25è aniversari del moviment, que mostra punys alçats a la Plaça del Teatre d'Erevan el 1988, amb el Teatre de l'Òpera al fons.

El moviment del Karabakh (armeni: Ղարաբաղյան շարժում) o moviment d'Artsakh (Արցախյան շարժում) va ser un moviment de masses nacionalista armeni actiu a la República Socialista Soviètica d'Armènia i a l'Alt Karabakh entre 1988 i 1992, el qual advocava pel traspàs de l'Òblast Autònoma de l'Alt Karabakh de la veïna República Socialista Soviètica de l'Azerbaidjan, poblada principalment per armenis, a la jurisdicció d'Armènia.
Al principi, el moviment mancava de qualsevol sentiment antisoviètic i no reclamava la independència d'Armènia. El Comitè del Karabakh, un grup d'intel·lectuals, va liderar el moviment entre 1988 i 1989. Més tard, es va transformar en el Moviment Nacional Panarmeni (HHSh) el 1989 i va aconseguir la majoria en les eleccions parlamentàries de 1990. El 1991, tant Armènia com l'Alt Karabakh van declarar la independència. L'intens conflicte conegut com la guerra de l'Alt Karabakh va escalar el 1992 a una guerra en tota la seva magnitud.